# RS Berkane
Renaissance Sportive de Berkane (arabisch النهضة الرياضية البركانية, DMG an-Nahḍa ar-riyāḍiyya al-Barkāniyya), abgekürzt RS Berkane, ist ein marokkanischer Sportverein mit Sitz in Berkane. Die Fußballmannschaft des Vereins spielt derzeit in der Botola der höchsten marokkanischen Spielklasse. Der Verein belegte in der Saison 2011/12 den 2. Platz in der Botola 2, was zum Aufstieg in die erste Liga führte. 

## Geschichte
Der Verein wurde 1938 unter dem Namen Association Sportive de Berkane gegründet. 1953 wurde der Verein Union Sportive Musulmane de Berkane genannt. 1966 wurde es in Union Sportive de Berkane umbenannt und im selben Jahr wurde ein neuer Verein unter dem Namen Chabab Riadhi de Berkane gegründet.
1971 schlossen sich beide Teams zu Renaissance Sportive de Berkane (Nahdat Berkane) zusammen. Diese Fusion war für den Verein von Vorteil und er trat 1977/1978 in die 1. Liga ein und wurde 1982/83 Vizemeister.
Der Verein erreichte das Finale der CAF Confederation Cup 2018/19 und verlor dieses im Elfmeterschießen gegen al Zamalek SC aus Ägypten. Im Jahr davor war der Verein Pokalsieger in Marokko geworden. In den Saisons 2019/20 und 2021/22 konnte Berkane den CAF Confederation Cup jeweils gewinnen.

## Erfolge

### National
Marokkanische Meisterschaft
- Meister (1): 2024/25
- Vizemeister (1): 1983

Marokkanischer Pokal
- Sieger (3): 2019, 2022, 2023
- Finalist (3): 1987, 2014, 2025

### International
- CAF Confederation Cup
  - Sieger: 2020, 2022
  - Finalist: 2019, 2024
  - Super Cup CAF 2022